# Auður Ava Ólafsdóttir
En aquest nom islandès, el darrer nom és un patronímic, no pas un cognom. La manera de referir-se a aquesta persona és pel nom de pila.
Auður Ava Ólafsdóttir (Reykjavík, 1958) és una escriptora islandesa. És professora d'història de l'art a la Universitat de Reykjavík i directora del Museu de la Universitat d'Islàndia.
Auður ha estat guardonada amb molts premis prestigiosos com el premi de Literatura del consell Nórdic i el Premi Médicis per a obres estrangeres. Les seves obres han estat traduïdes a més de 20 llengües.

## Premis[2]
- Premi literari de Reykjavik, 2004
- Premi Menningarverðlaun, 2008
- Prix Page des Libraires, 2010,
- Premi de Literatura del Consell Nòrdic per la novel·la Ör, 2018
- Premi Médicis, 2019

## Obres[2]
- Upphækkuð jörð (Terra alçada), 1998
- Rigning í nóvember (Pluja de novembre), 2004
- Afleggjarinn (L'esqueix), 2007
- Undantekningin (L'Excepció), 2012
- Ör (Cicatriu), 2016
- Ungfrú Ísland (Miss Islàndia), 2019
- Dýralíf (La veritat sobre la llum), 2020 Traducció al català de Macià Riutort, 2022, Club Editor
- Eden (edèn), 2022 Traducció al català de Macià Riutort, 2024, Club Editor